# Kamienica przy ulicy Krupniczej 5 we Wrocławiu
Kamienica przy ulicy Krupniczej 5 – zabytkowa kamienica we Wrocławiu, przy ulicy krupniczej.

## Historia kamienicy
Kamienica została wzniesiona w kwartale rozciągającym się pomiędzy ulicami Pawła Włodkowica, Krupniczą i św. Antoniego. Kwartał, od XVII wieku zajmował zespół budynków funkcjonalnie służący ludności żydowskiej, głównie przyjezdnym kupcom. Znajdowały się tu dwukondygnacyjne szachulcowe domy z zajazdami, wozowniami i stajniami na parterze oraz składnice towarów i bożnice. Na piętrach znajdowały się małe pomieszczenia mieszkalne, w których mieszkali szamesi będący oficjalnymi przedstawicielami kupców żydowskich. W nocy z 20 na 21 czerwca 1749 doszło do katastrofy - piorun uderzył w basztę stojącą w pobliżu, przy dzisiejszej ul. Włodkowica. W jej wnętrzu znajdowało się dwa tysiące beczek prochu, które eksplodowały, znosząc z powierzchni ziemi okoliczną zabudowę, w tym drewniane domy przy Graupenstraße (dzisiejszej Krupniczej). Po tej katastrofie na miejscu zniszczonych wybudowano nowe domy. W latach 1840-1860 kamienice w zachodniej pierzei ulicy zostały poddane przebudowie w związku z modernizacją okolicy: nową zabudową pl. Wolności, otwarciem dworca Świebodzkiego, Królewskiego Sądu, oraz Nowej Giełdy. Powstałe wówczas obszerne, najczęściej dwutraktowe kamienice, reprezentują wczesną fazę historyzmu od form klasycystycznych poprzez neorenesans do neogotyckich.
Kamienica na działce nr 5 jest najstarszą kamienicą w pierzei zachodniej. Została wzniesiona w 1840 roku) w stylu neorenesansowym, według projektu architekta Preusslera dla majstra kowalskiego W. Finsterwalda. Pierwotnie budynek miał pełnić funkcje kuźni z mieszkaniami na górnych piętrach. W części parterowej kuźnia była połączona z sąsiadującym zajazdem Pokoyhofa, z jego stajniami. W 1845 roku wykonano bezpośrednie zejście do piwnicy z ulicy i przebudowano piwnice. W latach 1854 i 1866 dokonano małych przebudów pomieszczeń parterowych. W 1879 roku do budynku doprowadzono instalację wodno-kanalizacyjną.  W 1881 roku zlikwidowano studnię znajdująca się wewnątrz budynku do której dostęp był z poziomu parteru oaz dokonano szereg przebudowań w piwnicy, na parterze i na I piętrze. Zlikwidowano zejście do piwnicy z ulicy. Na parterze zlikwidowano kuźnię a w jej miejsce otworzono sklep. Na I piętrze zmieniono układ pomieszczeń i wstawiono nowe, większe okna. W 1913 roku zlikwidowano schody łączące bezpośrednio sklep z mieszkaniem na I piętrze a w sieni wykonano schody prowadzące na I piętro. W latach 1928–1929 wymieniono schody z drewnianych na metalowe zabiegowe i zlikwidowano toalety na parterze. Późniejsze przebudowy spowodowały zatracenie pierwotnego stylu architektonicznego.

## Opis architektoniczny
Obecnie kamienica jest budynkiem czterokondygnacyjnym, trzytraktowym, podpiwniczonym, z użytkowym poddaszem, pokrytym dachem kalenicowym z dwoma lukarnami. Komunikację pomiędzy piętrami zapewnia klatka schodowa z metalowymi schodami i drewnianymi stopnicami, powyżej parteru zabiegowymi; do piwnicy prowadzą drewniane schody policzkowe wsparte na drewnianych belkach. Elewacja frontowa, czteroosiowa, podzielona pionowo mocno zaznaczonymi gzymsami międzykondygnacyjnymi i zakończona gzymsem wieńczącym. Pierwotnie wszystkie okna kamienicy były przesklepione odcinkowo ale w wyniku wielu przekształceń jedynie okna trzeciej i czwartej kondygnacji zachowały swój pierwotny kształt. Okna na I piętrze parzyste, prostokątne rozdzielone są lizenami podtrzymujące wykrępowane nad nimi belkowanie nakryte gzymsem. Nad oknami II piętra znajdują się wąskie obdasznice.

## Po 1945
Kamienica przetrwała działania wojenne w 1945 roku. W 1958 roku wyremontowano część parterową. W latach 2007-2009 przeprowadzono gruntowny remont pierzei zachodniej.